# Bernard Mutale
Bernard Mutale – zambijski piłkarz grający na pozycji obrońcy. W swojej karierze grał w reprezentacji Zambii.

## Kariera klubowa
W swojej karierze piłkarskiej Mutale grał w klubie Red Arrows FC.

## Kariera reprezentacyjna
W 1978 roku Mutale został powołany do reprezentacji Zambii na Puchar Narodów Afryki 1978. W tym turnieju zagrał w trzech meczach grupowych: z Ghaną (1:2), z Górną Woltą (2:0) i z Nigerią (0:0).